# Tavellera
|  | Per a altres significats, vegeu «Tavellera (desambiguació)». |

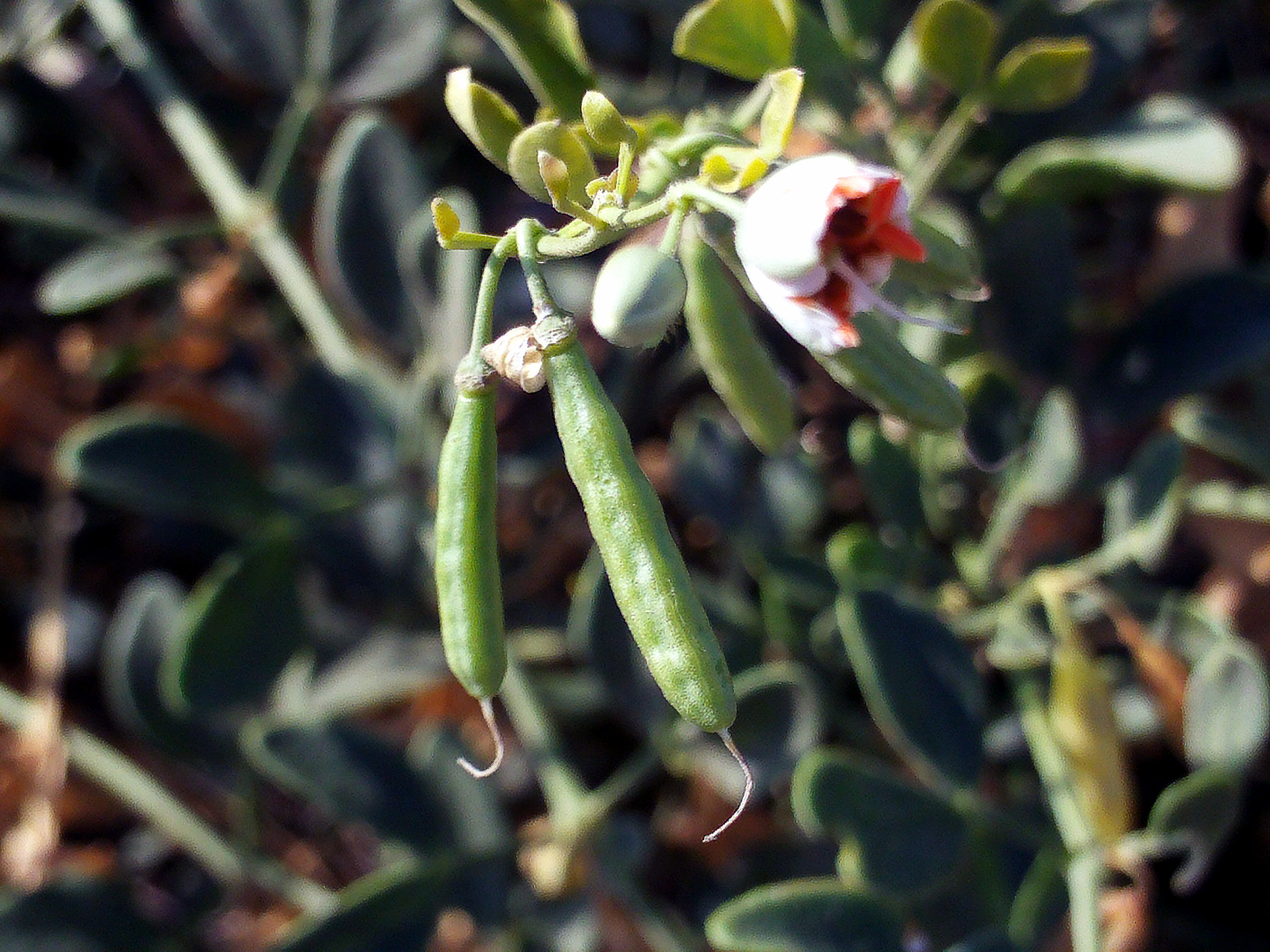
Tavellera (Zygophyllum fabago); flor i fruits

La Tavellera (Zygophyllum fabago) és una planta amb flor de la família de les zigofil·làcies.

## Característiques
És una planta originària de la zona mediterrània i de certes parts d'Àsia.
Les tiges són llargues i primes amb fulles ovals molt resistents. Les flors són petites i creixen en rams compactes. Tenen un gust i olor similars a la tàpera. Els fruits són càpsules d'entre 2 i 3 cm de llargada.
Creix en mates compostes de plantes individuals, formant colònies denses. Prospera especialment en zones seques i sorrenques on altres espècies vegetals no poden créixer. També creix com a planta ruderal en llocs degradats i terrenys amb runes.
Sovint es considera una mala herba i és difícil d'eliminar, car és resistent als herbicides i la rel fa créixer una nova planta després de fragmentada i destruïda la planta que sobreeixia del sòl.

## Usos
Antigament les flors es conservaven confitades com un succedani de les tàperes.
La planta conté un 0.002% de harmina, un alcaloide.
Es feia servir a la medicina tradicional casolana com a antihelmíntic.